# Anthony Milford

a Compétitions nationales et continentales officielles uniquement.

b Matchs officiels uniquement.
Anthony Milford, né le 11 juillet 1994 à Brisbane en Australie, est un joueur de rugby à XIII samoan  évoluant au poste de demi d'ouverture, demi de mêlée, arrière ou centre. Il fait ses débuts en National Rugby League en 2013 sous les couleurs des Canberra Raiders et devient rapidement titulaire au poste d'arrière à seulement dix-huit ans. Alors annoncé aux Brisbane Broncos, il décide de prolonger à Canberra moyennant un million de dollars australiens annuels faisant de lui le quatrième joueur le mieux payé de la NRL. Ses bonnes performances à Canberra l'amènent en sélection samoane disputant la Coupe du monde 2013.

## Biographie
Né à Brisbane de parents samoans, il pratique dans sa jeunesse le rugby à XIII. Très vite repéré avant ses quinze ans (représentant l'Australie des moins de quinze ans), il signe en 2012 aux Canberra Raiders en National Rugby League. Finaliste du Championnat espoir de Nouvelle-Galles du Sud, l'équipe de Nouvelle-Zélande junior l'appelle en sélection en raison de son héritage néo-zélandais, mais il préfère opter pour la sélection australienne junior.
En 2013, il fait ses débuts en National Rugby League avec les Canberra Raiders, devenant rapidement titulaire au poste d'arrière. Il fait forte impression durant la saison. Après celle-ci, il est appelé à disputer la Coupe du monde 2013 mais sous les couleurs des Samoa. Entre-temps, pisté par les Brisbane Broncos, il signe une prolongation de contrat avec Canberra l'assurant l'un des meilleurs salaires de NRL dépassant le million de dollars australiens annuels.

## Palmarès
- Collectif : 
  - Finaliste de la Coupe du monde : 2021 (Samoa).

### Détails en sélection
| 1.  | 27 octobre 2013  | Nouvelle-Zélande     | 24-42 | Coupe du monde | Arrière          | 4  | - | 2 | - |
| 2.  | 4 novembre 2013  | Papouas.-Nlle-Guinée | 38-4  | Coupe du monde | Arrière          | 10 | - | 5 | - |
| 3.  | 11 novembre 2013 | France               | 22-6  | Coupe du monde | Arrière          | 8  | 1 | 2 | - |
| 4.  | 17 novembre 2013 | Fidji                | 18-44 | Coupe du monde | Arrière          | -  | - | - | - |
| 5.  | 6 mai 2017       | Angleterre           | 10-30 | Test-match     | Demi d'ouverture | 6  | 1 | 1 | - |
| 6.  | 23 juin 2018     | Tonga                | 22-38 | Test-match     | Arrière          | -  | - | - | - |
| 7.  | 22 juin 2019     | Papouas.-Nlle-Guinée | 24-6  | Test-match     | Demi de mêlée    | -  | - | - | - |
| 8.  | 25 juin 2022     | Îles Cook            | 42-12 | Test-match     | Demi de mêlée    | 10 | - | 5 | - |
| 9.  | 15 octobre 2022  | Angleterre           | 6-60  | Coupe du monde | Demi de mêlée    | -  | - | - | - |
| 10. | 30 octobre 2022  | France               | 62-4  | Coupe du monde | Demi de mêlée    | 8  | 2 | - | - |
| 11. | 6 novembre 2022  | Tonga                | 20-18 | Coupe du monde | Demi de mêlée    | -  | - | - | - |
| 12. | 12 novembre 2022 | Angleterre           | 27-26 | Coupe du monde | Demi de mêlée    | -  | - | - | - |
| 13. | 19 novembre 2022 | Australie            | 0-14  | Coupe du monde | Demi de mêlée    | -  | - | - | - |
| 14. | 27 octobre 2024  | Angleterre           | 18-34 | test-match     | Demi d'ouverture | -  | - | - | - |

### Détails en club
| Saison | Club              | Compétition           | Matchs | Points | Essais | Goals | Drops |
| ------ | ----------------- | --------------------- | ------ | ------ | ------ | ----- | ----- |
| 2013   | Canberra Raiders  | National Rugby League | 18     | 36     | 9      | -     | -     |
| 2014   | Canberra Raiders  | National Rugby League | 24     | 56     | 12     | 3     | 2     |
| 2015   | Brisbane Broncos  | National Rugby League | 27     | 61     | 13     | 3     | 3     |
| 2016   | Brisbane Broncos  | National Rugby League | 26     | 76     | 14     | 8     | 4     |
| 2017   | Brisbane Broncos  | National Rugby League | 23     | 73     | 7      | 22    | 1     |
| 2018   | Brisbane Broncos  | National Rugby League | 25     | 25     | 6      | -     | 1     |
| 2019   | Brisbane Broncos  | National Rugby League | 24     | 27     | 6      | -     | 3     |
| 2020   | Brisbane Broncos  | National Rugby League | 13     | 4      | 1      | -     | -     |
| 2021   | Brisbane Broncos  | National Rugby League | 13     | 9      | 2      | -     | 1     |
| 2022   | Newcastle Knights | National Rugby League | 13     | 16     | -      | 8     | -     |
| 2023   | Dolphins          | National Rugby League | 0      | -      | -      | -     | -     |